# Zana Briski
Zana Briski (nascida em 25 de outubro der 1966) é uma fotógrafa e cineasta britânica, conhecida principalmente pelo filme Born into Brothels, ganhador do Oscar de melhor documentário de longa-metragem em 2004, o qual ela dirigiu. Ela fundou o Kids with Cameras, uma organização sem fins lucrativos que ensina a arte da fotografia para crianças marginalizadas em diversas comunidades ao redor do mundo. Seu interesse em fotografia começou quando tinha 10 anos de idade.

## Biografia e carreira
Depois de se graduar na Universidade de Cambridge, ela estudou fotografia documental na International Center of Photography em Nova York. Em 1995, ela fez sua primeira viagem à índia, produzindo uma história sobre o infanticídio de meninas. Em 1997, Briski retornou à índia e começou o seu projeto sobre as prostitutas de Calcutá do distrito da luz vermelha, o que a levou a trabalhar com os filhos das prostitutas.
Seu último projeto, Reverence, é uma exposição experimental multimídia sobre transofrmação. Inspirada por seus sonhos de um louva-a-Deus, ela viajou pelo mundo fotografando e filmando insetos. "Meu trabalho é um tributo aos insetos, à sua inteligência, personalidade e elegante beleza.", ela diz. O projeto levantou fundos iniciais através de financiamento coletivo no site Kickstarter, em 2010.

## Prêmios
Briski ganhou numerosos prêmios por seus trabalhos incluindo o primeiro lugar na competição do  World Press Photo para a categoria "Histórias de vida diárias" ("Daily Life stories"). Briski e o co-director de Nascidos em Bordéis, Ross Kauffman, foram premiados pelo Sundance Institute, the Jerome Foundation, e o  New York State Council.